# Jüdischer Friedhof (Dlouhý Újezd)
Koordinaten: 49° 45′ 51,3″ N, 12° 36′ 49,3″ O

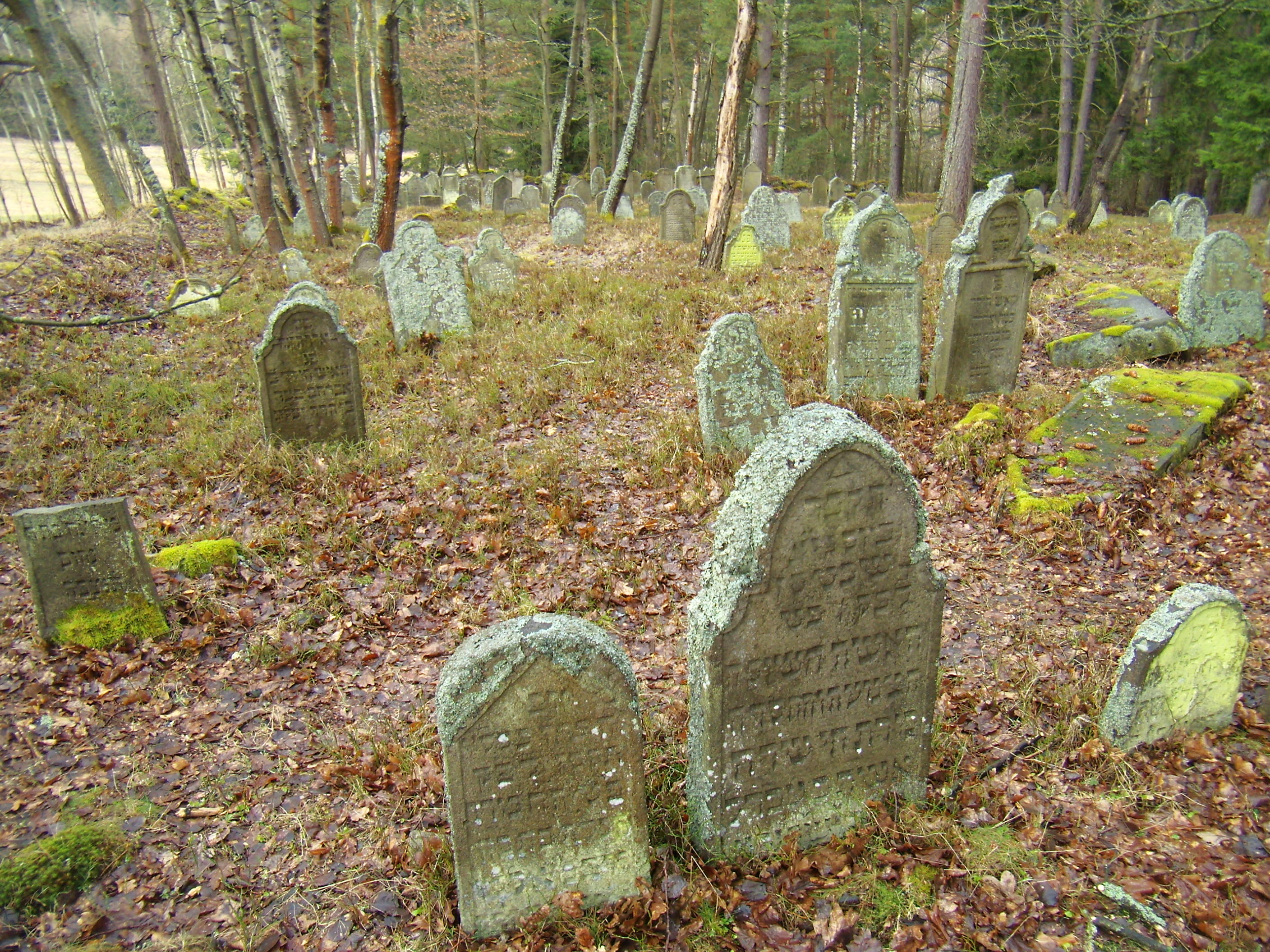
Jüdischer Friedhof in Dlouhý Újezd

Der Jüdische Friedhof in Dlouhý Újezd (deutsch Langendörflas), einer Gemeinde im Okres Tachov in Tschechien, wurde im 18. Jahrhundert errichtet. Auf dem 1623 m² große jüdische Friedhof befinden sich heute noch circa 250 Grabsteine.